# Hyŏngjesan-guyŏk
Hyŏngjesan-guyŏk (koreanska: 형제산구역) är en kommun i Nordkorea.   Den ligger i provinsen Pyongyang, i den sydvästra delen av landet. Huvudstaden Pyongyang ligger i Hyŏngjesan-guyŏk.